# Planay
|  | Per a altres significats, vegeu «Planay (Savoia)». |

Planay és un comú francès al departament de la Costa d'Or (regió de Borgonya - Franc Comtat). L'any 2007 tenia 81 habitants.

## Demografia

### Població
El 2007 la població de fet de Planay era de 81 persones. Hi havia 24 famílies, de les quals 8 eren unipersonals (4 homes vivint sols i 4 dones vivint soles), 8 parelles sense fills i 8 parelles amb fills.
La població ha evolucionat segons el següent gràfic:

### Habitatges
El 2007 hi havia 36 habitatges, 23 eren l'habitatge principal de la família, 10 eren segones residències i 3 estaven desocupats. 35 eren cases i 1 era un apartament. Dels 23 habitatges principals, 19 estaven ocupats pels seus propietaris, 2 estaven llogats i ocupats pels llogaters i 2 estaven cedits a títol gratuït; 1 tenia una cambra, 2 en tenien dues, 1 en tenia tres, 5 en tenien quatre i 14 en tenien cinc o més. 16 habitatges disposaven pel capbaix d'una plaça de pàrquing. A 9 habitatges hi havia un automòbil i a 11 n'hi havia dos o més.

### Piràmide de població
La piràmide de població per edats i sexe el 2009 era:
| Homes | Edats   | Dones |
| ----- | ------- | ----- |
| 0     | 95 o +  | 0     |
| 0     | 90 a 94 | 0     |
| 0     | 85 a 89 | 0     |
| 0     | 80 a 84 | 0     |
| 4     | 75 a 79 | 0     |
| 0     | 70 a 74 | 8     |
| 0     | 65 a 69 | 0     |
| 0     | 60 a 64 | 0     |
| 0     | 55 a 59 | 4     |
| 0     | 50 a 54 | 0     |
| 0     | 45 a 49 | 4     |
| 4     | 40 a 44 | 8     |
| 4     | 35 a 39 | 0     |
| 4     | 30 a 34 | 8     |
| 4     | 25 a 29 | 0     |
| 0     | 20 a 24 | 0     |
| 0     | 15 a 19 | 0     |
| 4     | 10 a 14 | 0     |
| 4     | 5 a 9   | 0     |
| 4     | 0 a 4   | 8     |

## Economia
El 2007 la població en edat de treballar era de 52 persones, 25 eren actives i 27 eren inactives. De les 25 persones actives 21 estaven ocupades (15 homes i 6 dones) i 4 estaven aturades (2 homes i 2 dones). De les 27 persones inactives 4 estaven jubilades, 2 estaven estudiant i 21 estaven classificades com a «altres inactius».
Activitats econòmiques
Dels 2 establiments que hi havia el 2007, 1 era d'una empresa de fabricació d'altres productes industrials i 1 d'una empresa de construcció.
L'any 2000 a Planay hi havia 5 explotacions agrícoles que ocupaven un total de 975 hectàrees.

## Poblacions properes
El següent diagrama mostra les poblacions més properes.